# Сомовитски блата
Сомовитските блата са блата, разположени западно от село Долни Вит и югозападно от село Сомовит, при устието на река Вит. Най-голямо от тях е Средното Сомовитско блато с площ 16 ха. В отдавна откъснати стари корита на реката е формиран характерен растителен и животински свят. Те са крайречни блата, обрасли с влаголюбива и мочурлива растителност.